# Ophioleptoplax
Ophioleptoplax is een geslacht van slangsterren uit de familie Ophiomyxidae.

## Soorten
- Ophioleptoplax atlantica Koehler, 1914
- Ophioleptoplax brasiliana Tommasi & Abreu, 1974
- Ophioleptoplax megapora H.L. Clark, 1911